# Quatuor à cordes Dubois
Le Quatuor à cordes Dubois est un ensemble musical créé en 1910 par le musicien canadien d'origine belge Jean-Baptiste Dubois. Ce quatuor à cordes québécois se produisit sans interruption jusqu'en 1938, date de la mort de son fondateur.

## Historique
Le Quatuor à cordes Dubois fut fondé à Montréal en 1910 par le violoncelliste Jean-Baptiste Dubois, maître de la musique de chambre. Ce quatuor réunissait ce dernier et Albert Chamberland, premier violon, Alphonse Dansereau, second violon, et Eugène Schneider, alto. L'ensemble musical donna son premier concert le 8 novembre 1910 à la salle Windsor, présentant le Quatuor op. 18 n° 2 de Beethoven et le Quintette op. 44 de Robert Schumann. Par la suite, le quatuor joua également d'autres pièces classiques, notamment de Claude Debussy, de Camille Saint-Saënsou de Vincent d'Indy.
Après une première saison de six concerts, le quatuor à  cordes Dubois connut une activité ininterrompue pendant 28 ans jusqu'en 1938, année au cours de laquelle Jean-Baptiste Dubois, son fondateur, mourut. Il donna un de ses derniers concerts à Montréal, en avril 1938, devant l'invité d'honneur Maurice Ravel.
Au cours de son existence, le quatuor à cordes Dubois renouvela régulièrement ses musiciens par le départ et l'arrivée de membres. Seul Jean-Baptiste Dubois demeura jusqu'à sa mort l'unique membre fondateur présent en permanence.

## Membres du Quatuor à cordes Dubois
Parmi les musiciens qui furent membres du quatuor à cordes Dubois : 
Violoncelliste
- Jean-Baptiste Dubois (1910-1938).

Premier violon
- Albert Chamberland (1910-1920),
- Alexandre Debrouille (1921),
- Edgar Braidi (1922-1937),
- Maurice Onderet (1937-1938).

Second violon
- Alphonse Dansereau (1910-1915),
- Alexandre Delcourt (1915),
- Eugène Chartier (1915-1920),
- Edgar Braidi (1921),
- Lucien Sicotte (1922-1923, 1932-1936),
- Eric Zimmerman (1923-1926),
- René Gagnier (1936-1937),
- Lucien Martin (1937-1938).

Alto
- Eugène Schneider (1910-1920),
- T. Alberts (1921),
- Joseph Mastrocola (1922-1938).

Pianistes invités
- Jean Dansereau (1910-1915),
- Wilfrid Pelletier (1914-1916),
- George M. Brewer (1919-1927),
- Marie-Thérèse Paquin (1928-38).